# روبرت لي ولفيرتون
روبرت لي ولفيرتون (بالإنجليزية: Robert Lee Wolverton) هو عسكري أمريكي، ولد في 5 أكتوبر 1914 في إلكينز في الولايات المتحدة، وتوفي في 6 يونيو 1944 في Saint-Côme-du-Mont ‏ في فرنسا.